# Panorpidae

Os Panorpidae têm de 9 a 25 mm de comprimento.  Esses insetos têm quatro asas membranosas e antenas parecidas com fios. Suas faces alongadas terminam com mandíbulas que são usadas para se alimentar de insetos mortos ou debilitados, néctar e frutas podres, sendo, portanto, onívoros na maturidade, enquanto em seu estágio larval há o consumo de insetos mortos encontrados no solo. Esta família possui rico registro fóssil, espécies de Panorpidae são conhecidas a partir do período Jurássico Médio, sendo as espécies mais antigas conhecidas  membros do gênero Jurassipanorpa da Formação Jiulongshan da Mongólia Interior, na China.
É a família mais diversa da atualidade, em relação ao número de espécies, dentro de Mecoptera. Possui cerca de 293 espécies classificadas em 3 diferentes gêneros.
- Leptopanorpa, descrito por Maclachlan em 1875, possui como sinônimo de gênero Himanturella atribuido por Enderlein em 1910. Este gênero conta apenas com 13 espécies, das quais todas são encontradas na ilha de Java,  havendo apenas uma ocorrência de Leptopanorpa charpentieri encontrada na Sumatra.
- Neopanorpa, descrito por  Weele  em 1909, possui como sinônimo de gênero Campodotecnum atribuído por Enderlein  em 1910. Possui  85 espécies, encontradas principalmente em países do  continente Asiático, com destaque para a China, Índia, Vietnam, Burma, Tailândia, Taiwan e, com menor diversidade de espécies, Nepal.
- Panorpa, descrito pela primeira vez por Linnaeus  em 1758 e possui uma série de sinônimos (Vanorpha por  Radermacher em  1779, Aulopspor  Endertein em 1910 e Estenalla por Navás em  1912). É o grupo com maior diversidade de espécies dentre todas as famílias de Mecoptera, contando com cerca de  195 espécies  que podem ser encontradas em grande extensão dos continentes Europeu e Asiático, tendo como destaque, principalmente, o  Japão,  Turquia,  China e Coréia,  além de algumas espécies encontradas na Alemanha, Itália, Taiwan e Irã. Na continente Americano pode-se encontrar diversas espécies nos Estados Unidos e México.